# SOFAZ Tower
SOFAZ Tower (tour de SOFAZ) est un bâtiment de plusieurs étages situé à Bakou, la capitale de l'Azerbaïdjan.

## Histoire
Le 20 décembre 2011, un accord bilatéral de construction N.V. Besix SA a été signé avec l'entreprise-constructeur. Après cela, la phase active de la construction du bâtiment de la tour SOFAZ a été lancée.
Ce nouveau gratte-ciel, le nouveau bâtiment administratif du Fonds national du pétrole de la République d'Azerbaïdjan (SOFAZ), est un projet unique qui intègre les dernières innovations technologiques qui sont conformes aux normes internationales les plus élevées et aux éléments des 9 écoles de tapis en Azerbaïdjan.
Les travaux de construction et de conception du bâtiment se sont achevés sur 5 ans. Le projet de construction du bâtiment a été développé par la société française "Inter Art Etudes". Le processus de construction a été réalisé sous les auspices de la société américaine AECOM, "N.V. Besix SA"

## Détails du projet
Le bâtiment se compose de 24 étages et 2 étages souterrains, avec une hauteur de 117 mètres et une terrasse sur le toit de 140 mètres. La superficie totale du bâtiment est de 13 000 mètres carrés. Outre un parking souterrain de deux étages, un nouveau bâtiment de 26 étages comprend un Podium de trois étages, 18 étages de bureaux de type ouvert, trois étages techniques et une bibliothèque, un musée, une salle de conférence pour 200 personnes, des salles de réunion, restaurants, etc. disponibles.
Le bâtiment a une double façade. Il est conçu pour répondre aux exigences de durabilité et d'efficacité énergétique, qui prend en compte l'application de systèmes technologiques modernes. La conception intérieure du bâtiment est basée sur les normes de construction de bureaux de classe A, en tenant compte du patrimoine culturel national de l'Azerbaïdjan.